# Тугаряк
Тугаряк (баш. Түгәрәк) — деревня в Шаранском районе Республики Башкортостан Российской Федерации. Входит в состав Нуреевского сельсовета.

## География

### Географическое положение
Расстояние до:
- районного центра (Шаран): 35 км,
- центра сельсовета (Нуреево): 5 км,
- ближайшей ж/д станции (Кандры): 40 км.

## История
Деревня возникла в советское время до 1952 года. Обозначена на карте 1982 года как деревня с населением около 60 человек.
В 1989 году население — 19 человек (7 мужчин, 12 женщин).
В 2002 году — 8 человек (3 мужчины, 5 женщин), башкиры (100 %).
В 2010 году — 3 человека (1 мужчина, 2 женщины).

## Население
| 2002 | 2009 | 2010 |
| ---- | ---- | ---- |
| 8    | ↘3   | →3   |